# Hotel Dante
„Hotel Dante” (engleză Dante's Cove, trad. Golfulețul Dante) este un horror LGBT american produs de către rețeaua TV gay here!. Creat de Michael Costanza și regizat de Sam Irvin, „Hotel Dante” combină elementele horrorului și telenovelei, povestind istoria lui Kevin (Gregory Michael) și Toby (Charlie David), un cuplu tânăr care încearcă să fie împreună învingând forțele mistice care conspiră împotrivă lor. Serialul a început în 2005, până acum, trei serii fiind produse. Producerea celei de-a patra a început în toamna anului 2009. 

## Distribuție
| Actor               | Personaj         | Serii   |
| ------------------- | ---------------- | ------- |
| William Gregory Lee | Ambrosius Vallin | 1, 2, 3 |
| Tracy Scoggins      | Grace Neville    | 1, 2, 3 |
| Charlie David       | Toby Moraitis    | 1, 2, 3 |
| Gregory Michael     | Kevin Archer     | 1, 2, 3 |
| Nadine Heimann      | Van              | 1, 2    |
| Josh Berresford     | Cory Dalmass     | 1, 2    |
| Diane Davidson      | Sadia            | 1, 2    |
| Michaela Mann       | Chrissy          | 1       |
| Zara Taylor         | Amber            | 1       |
| Rena Riffel         | Tina             | 1       |
| Stephen Amell       | Adam             | 1       |
| Jon Fleming         | Adam             | 2, 3    |
| Thea Gill           | Diana Childs     | 2, 3    |
| Erin Cummings       | Michelle         | 2       |
| Jill Bennett        | Michelle         | 3       |
| Gabriel Romero      | Marco Laveau     | 2, 3    |
| Michelle Wolff      | Brit             | 2, 3    |
| German Santiago     | Kai              | 2       |
| Dylan Vox           | Colin            | 2       |
| Jensen Atwood       | Griff            | 3       |
| Jenny Shimizu       | Elena            | 3       |
| Reichen Lehmkuhl    | Trevor           | 3       |